# Cubanella nodosa
Cubanella nodosa är en insektsart som beskrevs av Ronald Gordon Fennah 1949. Cubanella nodosa ingår i släktet Cubanella och familjen kilstritar. Inga underarter finns listade i Catalogue of Life.